# Muzeum moderního umění
Muzeum moderního umění v New Yorku (anglicky The Museum of Modern Art, zkratkou MoMA) je soukromá muzejní instituce založená v roce 1929. Obsahuje 1200 obrazů od 500 umělců z 39 zemí. Nachází se v Midtownu na Manhattanu v New Yorku, ve státě USA na 53rd Street, mezi Pátou a Šestou Avenue.
Muzeum hraje důležitou roli při rozvoji a shromažďování modernistického umění a je často označováno jako jedno z nejvlivnějších muzeí moderního umění na světě.
Muzejní sbírky nabízí obrovský přehled moderního a současného umění. Obsahuje díla z oblasti sochařství, grafiky, fotografie, architektury, průmyslového návrhářství a filmu, designu, kresby, malby, sítotisků, ilustrovaných knih, uměleckých knih, filmu a elektronických médií.
Knihovny a archivy MoMA obsahují více než 300 000 knih, uměleckých knih, časopisů a jednotlivých souborů od více než 70 000 umělců. Archivy obsahují primární zdroj materiálu k dějinám moderního a současného umění.

## Historie
Myšlenku založit muzeum dostala v roce 1928 Abby Aldrich Rockefellerová (manželka Johna D. Rockefellera mladšího) a její dvě přítelkyně Lillie S. Blissová a paní Cornelius J. Sullivanová.
Staly se známé pod přezdívkami jako například „dámy“, „odvážné dámy“ nebo „neústupné dámy“. Pronajaly si pro nové muzeum skromný byt a pro veřejnost otevřely expozici 7. listopadu 1929, devět dnů po pádu newyorské burzy. Abby si pozvala Congera Goodyeara, bývalého předsedu správní rady Albright Art Gallery v Buffalu, aby se stal prezidentem nového muzea. Abby dělala pokladníka. V té době to bylo první americké muzeum, které se věnovalo výhradně modernímu umění a první svého druhu vystavovalo na Manhattanu evropskou modernu.
Goodyear získal podporu Paula Sachse a Franka Crowninshielda, aby se k němu připojili jako zakládající správci. Sachs dělal ředitele a kurátora grafiky a kreseb ve Fogg Art Museum na Harvardově univerzitě, byl pověřen jako „sběratel kurátorů“. Goodyear jej požádal, aby mu našel ředitele a Sachs mu navrhl Alfreda Barra mladšího nadějného mladého chráněnce. Pod Barrovým vedením se sbírky muzea se z původních darovaných osmi grafik a jedné kresby rychle rozšířila. První úspěšná výstava se konala v listopadu 1929, a obsahovala obrazy Van Gogha, Gauguina, Cezanna a Seurata.
Zpočátku byla uskladněna v šesti místnostech galerie a kanceláří na dvanáctém patře v Heckscher Building na Manhattanu na rohu páté Avenue a 57. ulice. V dalších deseti letech se muzeum přesunulo do tří dočasných míst.
Manžel Abby Rockefellerové byl zpočátku proti muzeu (stejně jako proti modernímu umění samému) a odmítl uvolnit finanční prostředky pro „riskantní podnik“, který by si podle něj měl prostředky získávat z jiných zdrojů. Přesto muzeu nakonec daroval pozemek, na kterém v současné době muzeum stojí, včetně dalších dotací v pozdější době, čímž se stal v podstatě jedním z největších mecenášů muzea.

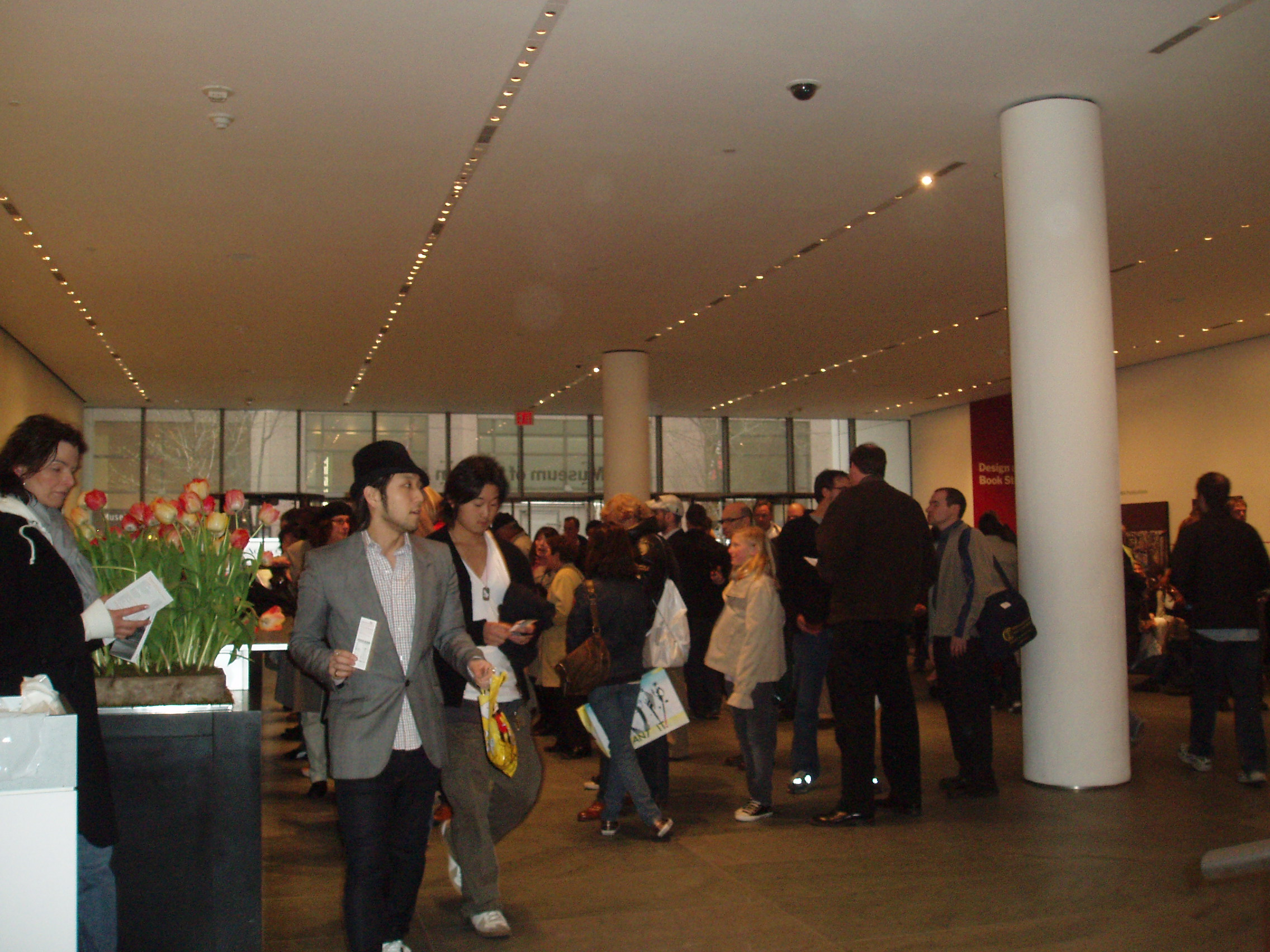
Vchod do muzea

Během této doby bylo zahájeno mnoho výstav významných umělců, například výstava samotného Vincenta van Gogha 4. listopadu 1935. Obsahovala nebývalé množství šestašedesáti olejomaleb a padesáti kreseb z Holandska a řadu pikantních úryvků z umělcových dopisů. Výstava se setkala s velkým úspěchem u veřejnosti a stala se „předstupněm holdu van Gogha, který trvá dodnes“.
Muzeu si získalo mezinárodní známost díky úspěšnému a slavnému Picassovi a jeho retrospektivou 1939–40, která se konala ve spolupráci s Institutem umění v Chicagu. Ve svém rozsahu představovala významné přehodnocení Picassa pro budoucí vědce a historiky umění.
Když byl ve svých třiceti letech zvolen do dozorčí rady syn Abby Rockefellerové Nelson, stal se vzápětí jejím prezidentem v roce 1939, a také hlavním velkým propagátorem muzea a následné expanze do nových prostor na 53. ulici. Jeho bratr David převzal předsednictví po Nelsonovi, když nastoupil do pozice guvernéra New Yorku v roce 1958.
David následně zaměstnal architekta Philipa Johnsona, aby přepracoval muzejní zahradu na počest své matky a pojmenoval ji Abby Aldrich Rockefeller Sculpture Garden.
On a celá Rockefellerova rodina obecně zachovává úzkou spolupráci s muzeem v celé jeho historii, ve spolupráci s finanční institucí Rockefeller Brothers Fund od roku 1947. David Rockefeller junior a Sharon Percy Rockefeller (manželka senátora Jay Rockefellera) v současné době pracují v dozorčí radě.
V roce 1937 se MoMA přestěhovalo do úřadů a páteřních galerií do Time & Life Building v Rockefellerově centru. Jeho stálé a současné působiště (nyní zrekonstruované) je postaveno v mezinárodním stylu modernistickým architektem Philipem Goodwinem a Edwardem Durellem Stoneem. Pro veřejnost se konalo slavnostní otevření 10. května 1939 a zúčastnilo se ho 6000 lidí, při otevření adresy hovořil do rádia prezident Franklin D. Roosevelt z Bílého domu.

## Čeští autoři ve sbírkách MoMA
Z českých autorů muzeum vlastní díla malíře Františka Kupky, fotografů Františka Drtikola, Antonína Kratochvíla, výtvarníka Jána Mančušky a designérky Libuše Niklové.

## Finanční situace
Před hospodářskou krizí na konci roku 2008 se správní rada MoMA Glenna Lowryho rozhodla prodat své akcie, aby se přesunula do lepší finanční situace. Tento krok není přisuzován jedné konkrétní osobě, ale podepsali se pod něj bankéř David Rockefeller, Leon Black, PaineWebber a výkonný ředitel Donald Marron.

## Umělecká díla

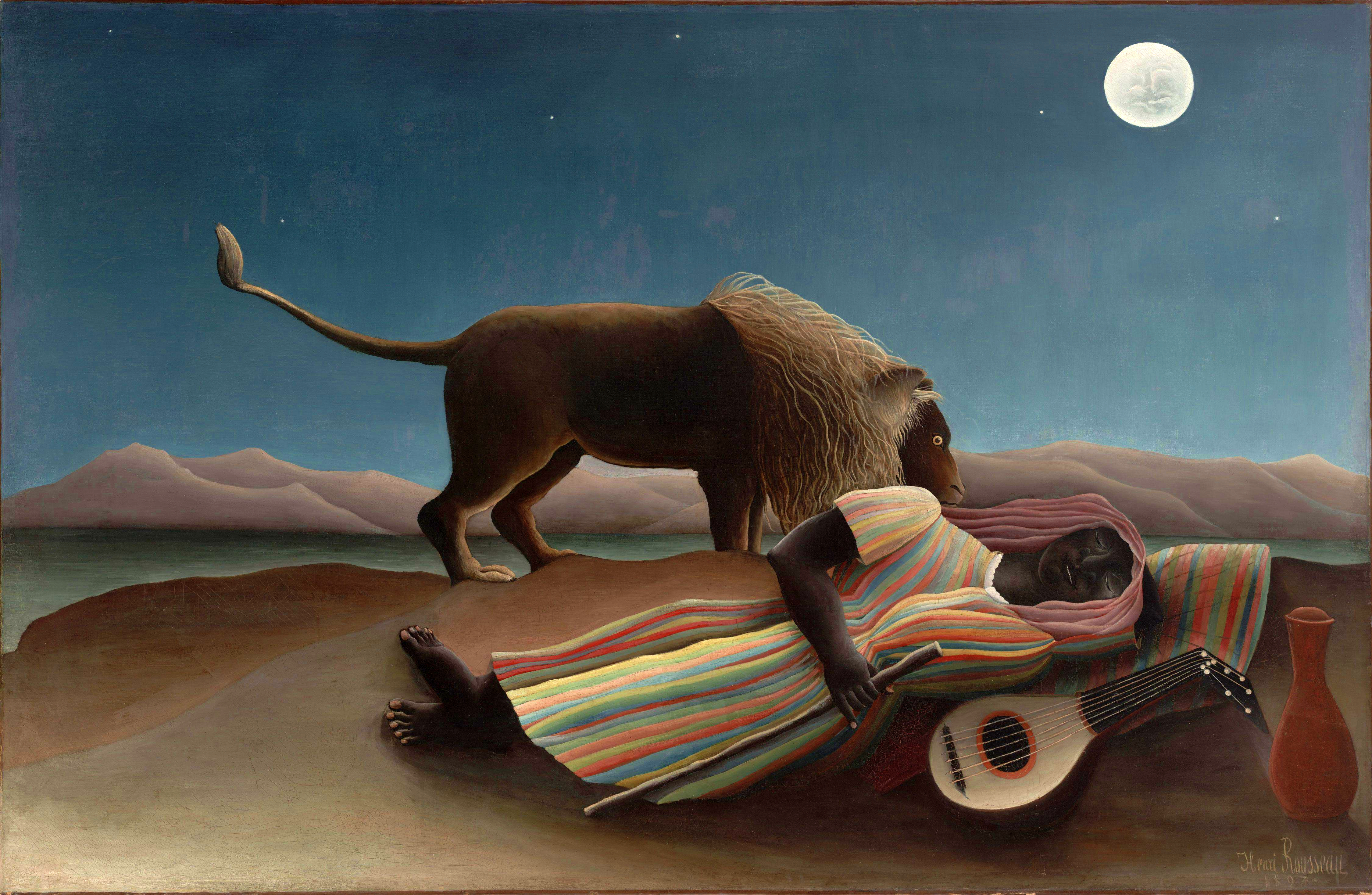
La Bohémienne endormie (Spící cikánka – Zingara che dorme) od Henriho Rousseaua, 1897

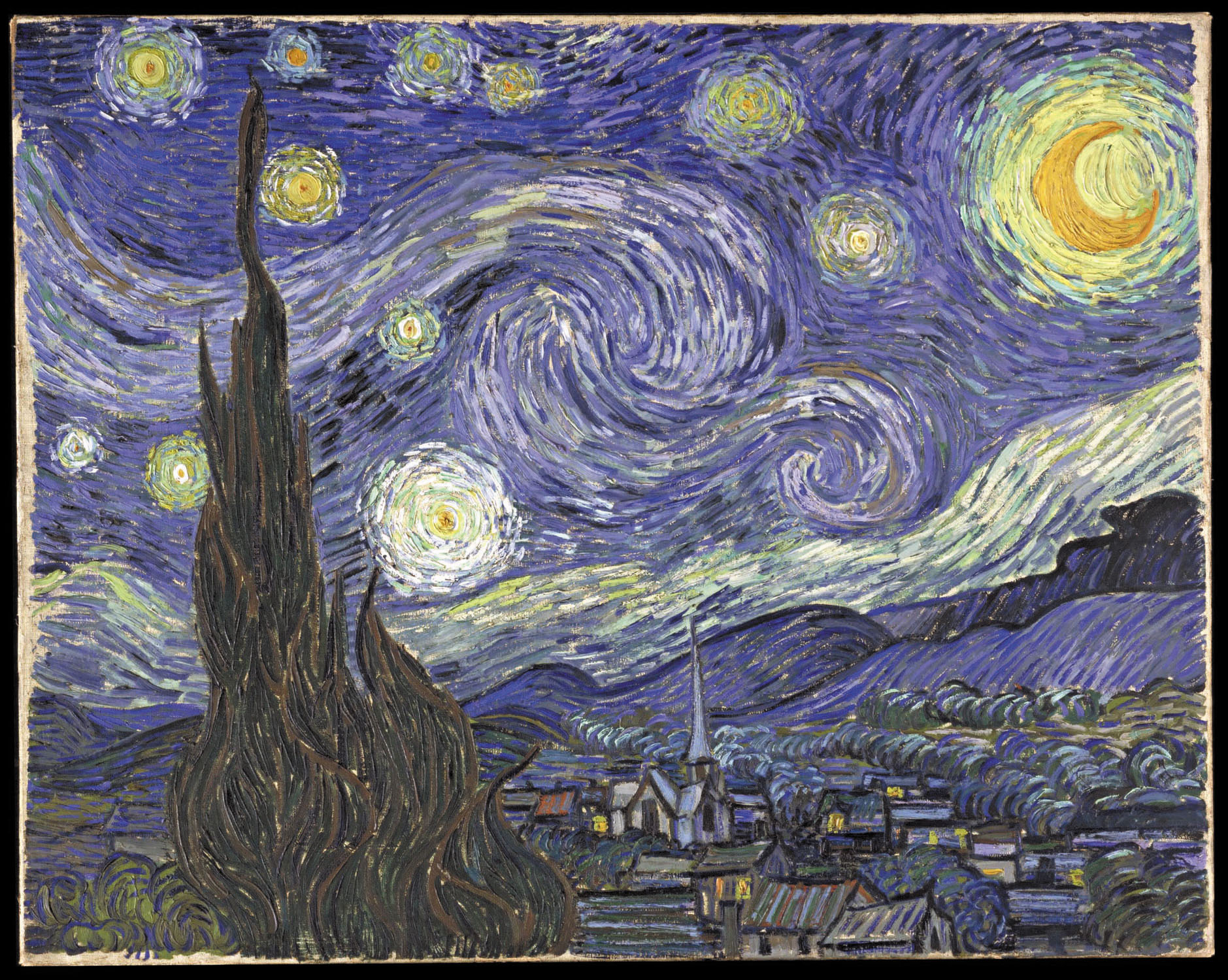
The Starry Night, Vincent van Gogh, 1889

Muzeum je mnohými považováno za nejlepší sbírku moderních západních mistrovských děl na světě. Sbírky MoMA zahrnují více než 150.000 jednotlivých kusů, kromě asi 22000 filmů a 4 milionů fotografií. Sbírka obsahuje i taková důležitá a známá díla, jako jsou například:
- Spící cikánka, Henri Rousseau
- The Starry Night, Vincent van Gogh
- Avignonské slečny, Pablo Picasso
- Persistence paměti, Salvador Dalí
- Broadway Boogie Woogie, Piet Mondrian
- Campbell's Soup Cans, Andy Warhol
- The Seed of the Areoi, Paul Gauguin
- Water Lilies triptych, Claude Monet
- The Dance, Henri Matisse
- The Bather, Paul Cézanne
- The City Rises, Umberto Boccioni
- Love Song, Giorgio De Chirico
- Number 31, 1950, Jackson Pollock
- Broken Obelisk,  Barnett Newman
- Christina's World, Andrew Wyeth
- Self-Portrait With Cropped Hair, Frida Kahlo
- Painting (1946), Francis Bacon
- Two Children Are Threatened by a Nightingale, Max Ernst

### Fotografie

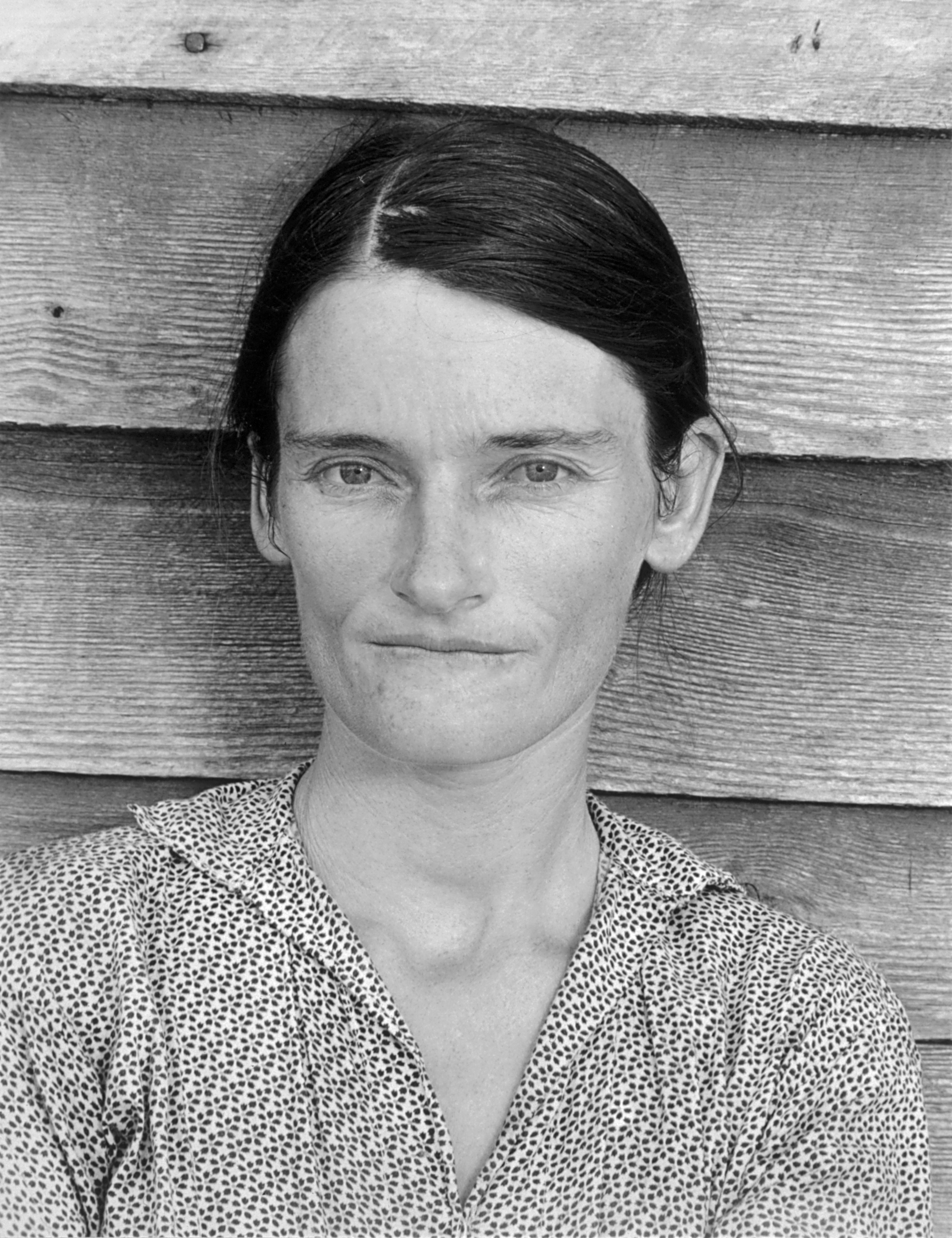
Allie Mae Burroughsová, fotograf Walker Evans, 1936

Muzeum začalo sbírat moderní fotografie v roce 1930 a vlastní fotografické oddělení založilo v roce 1940. Tím se stalo jedním z prvních muzeí umění na světě, které má zvláštní oddělení věnované fotografii, založené Beaumontem Newhallem. To velmi přispělo k uznání fotografie jako umění samo o sobě a mělo velký vliv na přijímání fotografií jinými muzei po celém světě. Obhospodařuje více než 25.000 děl, které tvoří jednu z nejvýznamnějších sbírek moderní a současné fotografie na světě. Sbírka obsahuje práce nejen umělců, ale také novinářů, vědců, podnikatelů a amatérů. Muzeum svými výstavami děl jednotlivých umělců poukazuje na jednotlivé styly a žánry. Jedna ze slavných výstav byla fotografická Lidská rodina (The Family of Man) z roku 1955, která komplexně shrnovala samotné lidství. Výstava poté absolvovala světové turné.
Muzeum vystavilo cyklus Power In the Pacific, který sestavil Edward Steichen; jednalo se o snímky pořízené Fotografickým útvarem letectva vojenských námořních sil.
Během roku 1946 spolupracoval na přípravě retrospektivní výstavy svých prací Henri Cartier-Bresson, podobná výstava se měla uskutečnit v polovině roku 2010.
Sbírky obsahují díla autorů, jako jsou například Drahomír Josef Růžička, Jeff Wall, Walker Evans, Rudy Burkhardt, Andreas Gursky, Alexandr Rodčenko, David Goldblatt, Bernd a Hilla Becherovi, Manuel Alvarez Bravo, Cindy Sherman. V kategorii New Photography jsou zařazena díla autorů jako Jeanne Dunning, Olafur Eliasson, Rachel Harrison, Sam Taylor-Wood, Rineke Dijkstra, An-My Lê, Vik Muniz, Kunié Sugiura, Richard Billingham, Thomas Demand, Osamu Kanemura, Sophie Ristelhueberová, Georgina Starr, Wolfgang Tillmans. Nebo také Yousuf Karsh (Kanaďan arménského původu 1908–2002).
Téměř čtyřicet let (od roku 1930 do roku 1968) působil jako hlavní archivní fotograf v Muzeu japonský fotograf Soiči Sunami což mu pomohlo vyhnout se internaci během druhé světové války.

## Galerie

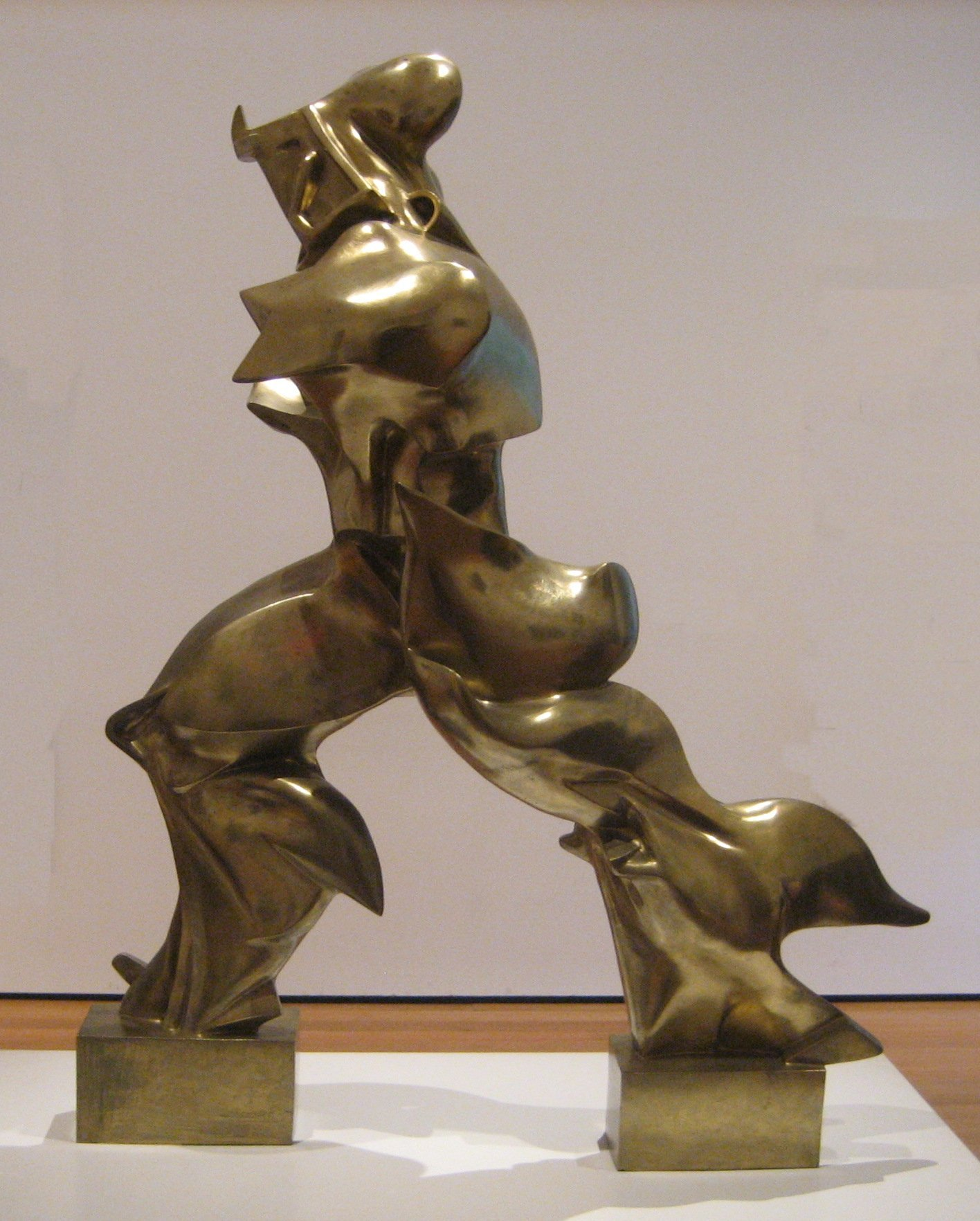
Continuity in Space, bronzová soška, Umberto Boccioni
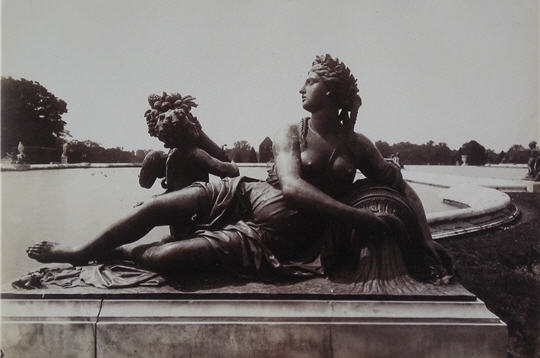
Paris Belle Epoque – Versailles, černobílá fotografie, Eugène Atget, 1902
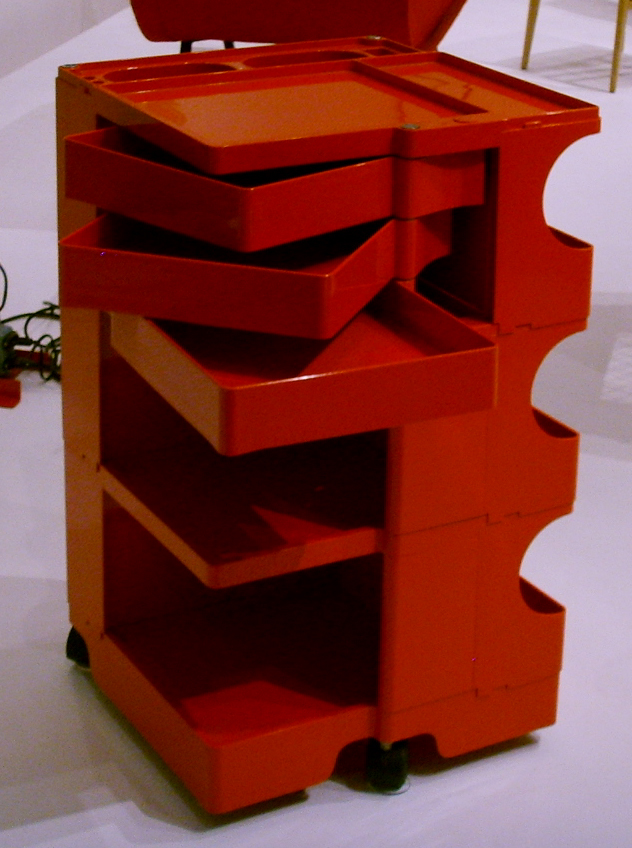
Boby 3, Přenosný úložný systém, Joe Colombo
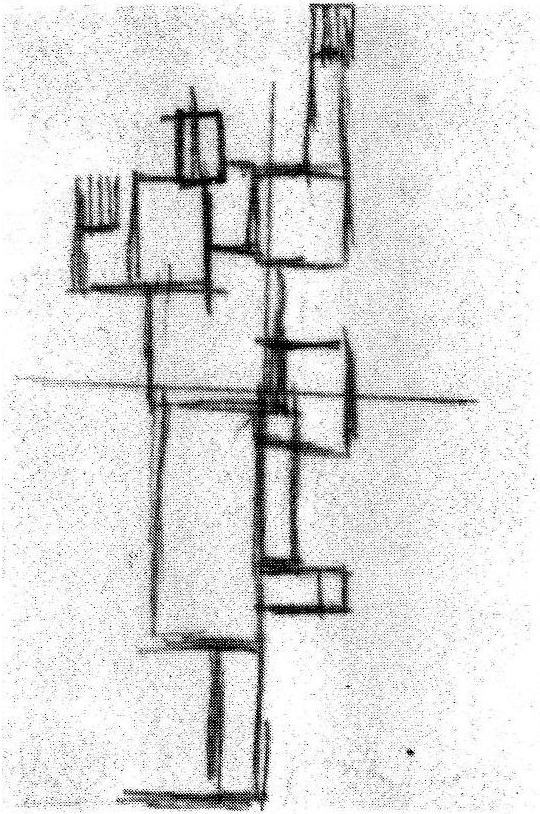
Theo van Doesburg, Studie rytmu ruského tance, 1917–1918(?), tužka a inkoust na papíru, 13.5 × 10.5 cm